# 32 Records

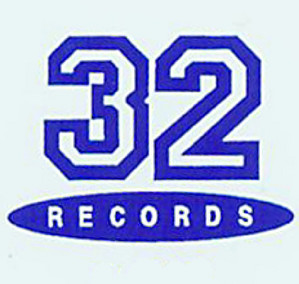
Logotipo del sello discográfico 32 Records

32 Records fue un sello discográfico establecido en 1995 por el productor discográfico Joel Dorn y el abogado Robert Miller. Su sello 32 Jazz lanzó una exitosa serie de álbumes recopilatorios. Lleva el nombre del número deportivo favorito de Dorn.  También lanzó material nuevo de artistas como The Jazz Passengers y estableció 32 filiales de R&B, 32 Blues, 32 Groove y 32 Pop. 
Adquirió las propiedades de los sellos Muse y Landmark y estableció la filial 32 Jazz en 1997 con el objetivo de reeditar numerosas grabaciones de jazz. A finales de la década de 1990, 32 Jazz lanzó una exitosa serie de compilaciones económicas "Jazz para ...".   El primero de ellos, Jazz for a Rainy Afternoon, fue lanzado en 1997 junto con Elle.   En 1999, se había convertido en el principal sello de jazz en las listas de Billboard, antes de que Verve Music Group fusionara sus participaciones de Verve y GRP en una sola producción. 
En el año 2000, Miller se había convertido en director ejecutivo de CDBeat, que poseía 32 Records como subsidiaria.  En marzo de 2000, Dorn renunció a la empresa y formó Label M ese mismo año.   Tras la salida de Dorn, CDBeat anunció que discontinuaría 32 Records en marzo de 2001, aunque en junio de 2000 contrató al productor Todd Barkan para reemplazar a Dorn.    CDBeat, a su vez, se convertiría en Spinrocket y luego en ConnectivCorp.  Savoy Jazz adquirió los derechos de los catálogos Muse y Landmark de 32 Records en octubre de 2003, y a finales de año, ConnectivCorp se había fusionado con Majesco Entertainment.

## Discografía
| #     | Álbum                                         | Arista                         | Notas            |
| ----- | --------------------------------------------- | ------------------------------ | ---------------- |
| 32001 | Looking for an Echo                           | Kenny Vance & the Planotones   |                  |
| 32002 | Revenge!                                      | Charles Mingus                 | 2CD              |
| 32003 | The First Album                               | Roomful of Blues               |                  |
| 32004 | Prisoners of Love                             | Robert Miller Group            |                  |
| 32005 | Re-Entry                                      | Horace Silver                  |                  |
| 32006 | Pure Mose                                     | Mose Allison                   |                  |
| 32007 | Individually Twisted                          | The Jazz Passengers            |                  |
| 32008 | For the Love of Monk                          | Varios artistas                |                  |
| 32009 | Endgame Brilliance                            | Sonny Stitt                    |                  |
| 32010 | The Complete Muse Sessions                    | Houston Person & Ron Carter    |                  |
| 32011 | The Complete Landmark Sessions                | Kronos Quartet                 |                  |
| 32012 | ...on Second Thought                          | José Feliciano                 |                  |
| 32013 | Back in the Day                               | Ike & Tina Turner              |                  |
| 32014 | Lone Star Legend                              | David "Fathead" Newman         |                  |
| 32015 | Two Classic Albums                            | Roomful of Blues               |                  |
| 32016 | Musique du Bois                               | Phil Woods                     |                  |
| 32017 | Body and Soul                                 | Al Cohn & Zoot Sims            |                  |
| 32018 | Bar Wars                                      | Willis Jackson                 |                  |
| 32019 | The Moontrane                                 | Woody Shaw                     |                  |
| 32020 | Lost and Found                                | Houston Person & Charles Brown |                  |
| 32021 | Footprints                                    | Pat Martino                    |                  |
| 32022 | Master Class                                  | Hank Jones                     |                  |
| 32023 | Soft Spoken Here                              | Kenny Barron                   |                  |
| 32024 | Last of the Line                              | Woody Shaw                     |                  |
| 32025 | Hit Jazz                                      | Various Artists                |                  |
| 32026 | Songs That Made the Phone Light Up            | Various Artists                |                  |
| 32027 | My Mother's Eyes                              | Etta Jones                     |                  |
| 32028 | Out of Nowhere                                | Sonny Stitt                    |                  |
| 32029 | Epistrophy                                    | Charlie Rouse                  |                  |
| 32030 | The Re-Entry                                  | Jack McDuff                    |                  |
| 32031 | Easy Easy                                     | Johnny Lytle                   |                  |
| 32032 | Dog Years in the Fourth Ring                  | Rahsaan Roland Kirk            | 3CD              |
| 32033 | B-3in'                                        | Various Artists                |                  |
| 32034 | Christmas with Houston Person & Etta Jones    | Houston Person & Etta Jones    |                  |
| 32035 | Greatest Performances                         | Tom Jones                      | 2CD              |
| 32036 | Stolen ... & Other Moments                    | Mark Murphy                    | 2CD              |
| 32037 | Vibe Wise                                     | Bobby Hutcherson               | 2CD              |
| 32038 | First Half Highlights                         | Kenny Barron                   |                  |
| 32039 | Dark Journey                                  | Woody Shaw                     | 2CD              |
| 32040 | Lost in the Shuffle                           | Jimmy Reed                     |                  |
| 32041 | Cream                                         | Pat Martino                    |                  |
| 32042 | Every Once in a While                         | Morgana King                   | 2CD              |
| 32043 | Fire                                          | Carlos Garnett                 |                  |
| 32044 | According to Mr Roney                         | Wallace Roney                  | 2CD              |
| 32045 | Feelin' It Together                           | James Moody                    |                  |
| 32046 | Naima                                         | Cedar Walton                   |                  |
| 32047 | Groove's Groove                               | Richard "Groove" Holmes        |                  |
| 32048 | Iron City                                     | Grant Green                    |                  |
| 32049 | Crisscraft                                    | Sonny Criss                    |                  |
| 32050 | Head and Heart                                | Pat Martino                    | 2CD              |
| 32051 | Just in Case You Forgot How Bad He Really Was | Sonny Stitt                    |                  |
| 32052 | Turkish Women at the Bath                     | Pete La Roca                   | con John Gilmore |
| 32053 | It's Mister Fathead                           | David "Fathead" Newman         | 2CD              |
| 32054 | Memphis, Ray & a Touch of Moody               | Hank Crawford                  | 2CD              |
| 32055 | Chapters 1 & 2                                | Mulgrew Miller                 |                  |
| 32056 | Live in Philly                                | Zoot Sims                      |                  |
| 32057 | The Heavy Hitter                              | Eddie "Lockjaw" Davis          |                  |
| 32058 | Major Jazz, Minor Blues                       | Larry Coryell                  |                  |
| 32059 | The Man with the Big Front Yard               | Yusef Lateef                   | 3CD              |
| 32060 | Aces Back to Back                             | Rahsaan Roland Kirk            | 4CD              |
| 32061 | Jazz for a Rainy Afternoon                    | Various Artists                |                  |
| 32062 | Willis ... with Pat                           | Pat Martino & Willis Jackson   |                  |
| 32063 | Jazz Standards                                | Mark Murphy                    | 2CD              |
| 32064 | Laid Back                                     | Kenny Burrell                  |                  |
| 32065 | Richie and Richie & Phil                      | Richie Cole                    | con Phil Woods   |
| 32066 | Groove Jammy                                  | Various Artists                |                  |
| 32067 | Greater Than the Sum of His Parts             | Eddie Harris                   | 2CD              |
| 32100 | A Standing Eight                              | Rahsaan Roland Kirk            | 2CD              |
| 32142 | Left Hook, Right Cross                        | Rahsaan Roland Kirk            |                  |

Fuente: "32 Jazz: lista de verificación" 